# Dornbusch (Viersen)

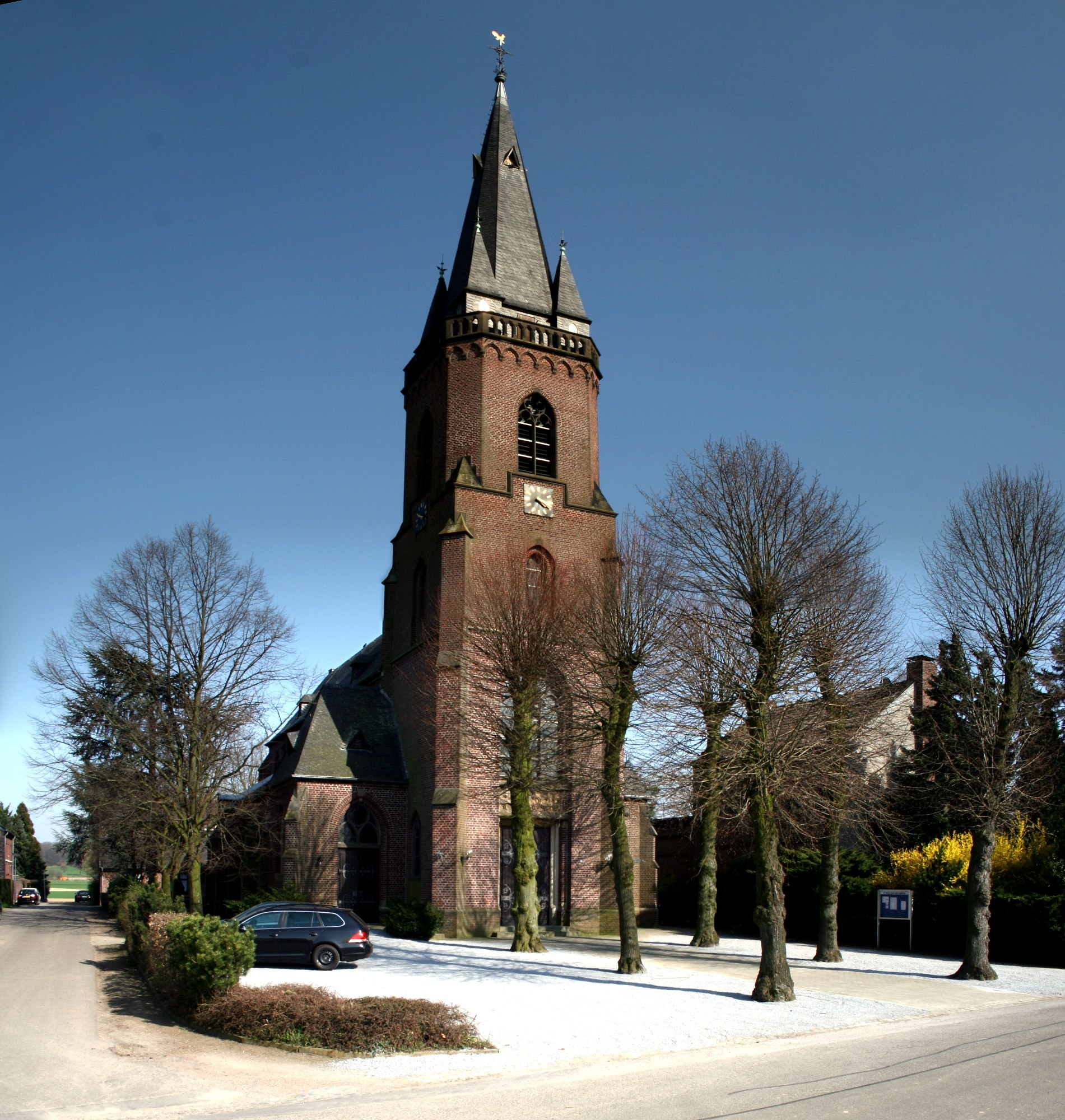
Pfarrkirche St. Maria Helferin der Christen

Dornbusch ist ein Ortsteil der Stadt Viersen. Der Ort grenzt an die Stadtteile Süchteln und Dülken, sowie an Lobberich, einen Stadtteil von Nettetal. Der Ort ist umgeben von landwirtschaftlichen Flächen und Wäldern. Den Mittelpunkt des Ortes bildet die neugotische Pfarrkirche St. Maria Helferin der Christen, welche heute zur Gemeinschaft der Gemeinden (GdG) St. Clemens in Süchteln gehört.

## Geschichte
Die erste urkundliche Erwähnung von Dornbusch findet sich 1465 in einem Zehnt-Vertrag des Kanonikers Matthias zu Rade (als „dor den Busch“; StAKöln, Pantaleon, 421). Neben Dorp/Vorst, Sittard und Hagenbroich war Dornbusch eine der vier Honschaften des spätmittelalterlichen Süchteln. Seine „durch den (Hohen) Busch“ erreichbaren Höfe waren dem Schultheißenhof und der Pfarrkirche in Süchteln kurmutpflichtig. 
1663 wurde eine Irmgardis-Bruderschaft Dornbusch gegründet. 
Die Kirche St. Maria Hilfe der Christen in Dornbusch wurde 1855–58 zunächst als Kapelle, nach einem Entwurf des Kölner Baumeisters Vincenz Statz errichtet; sie wurde 1903–09 baulich zu einer Kirche erweitert. 
Ein weiterer Schritt in der kirchlichen Entwicklung Dornbuschs war 1862 die Einrichtung einer Volksschule.

## Vereine
- St. Irmgardis Bruderschaft Dornbusch 1663
- Kirchenchor „Cäcilia – Dornbusch 1861“
- St. Martins Verein Dornbusch
- Sportfreunde Dornbusch[1]
- Straßengemeinschaft Dornbuscher-/Lobbericherstraße

## Gastronomie
- Hotel-Restaurant „Haus Berger“
- Gasthof Dornbusch
- Gaststätte Bertges